# 西谷浩司
西谷 浩司（にしたに こうじ 、1964年6月13日 - ）は、日本の実業家。本間ゴルフ代表取締役社長、湯快リゾート社長を経て、湯快リゾートと大江戸温泉物語の持株会社、GENSEN  HOLDINGS代表取締役社長。

## 人物
神奈川県横浜市出身。1990年東京工業大学大学院システム科学専攻修了、マッキンゼー・アンド・カンパニー入社。ロンドン大学ロンドン・ビジネス・スクールマスターズ・イン・ファイナンス（MiF）課程を修了したのち、GEキャピタル、2002年ミスミ執行役員を経て、2019年湯快リゾートの代表取締役社長をしていた。
現在は、大江戸温泉物語と湯快リゾートとの統合で生まれたGENSEN HOLDINGSの代表取締役社長をしている。

## 経歴
- 2003年ミスミ取締役
- 2005年ミスミグループ本社取締役[2]。
- 2006年RHJインターナショナル入社[3]。
- 2009年本間ゴルフ取締役。
- 2010年本間ゴルフ代表取締役社長[1][4]
  - 新ブランドの投入などによる差別化戦略を進めるなどして経営再建を行った[5][6]。
- 2016年アント・キャピタル・パートナーズエグゼクティブパートナー。
- 2017年ミクリード取締役。
- 2018年H&Hホールディングス取締役。
- 2019年-湯快リゾート代表取締役社長[2]。
- 2024年-GENSEN HOLDINGS 代表取締役社長[7]